# 龍門寺 (さいたま市)

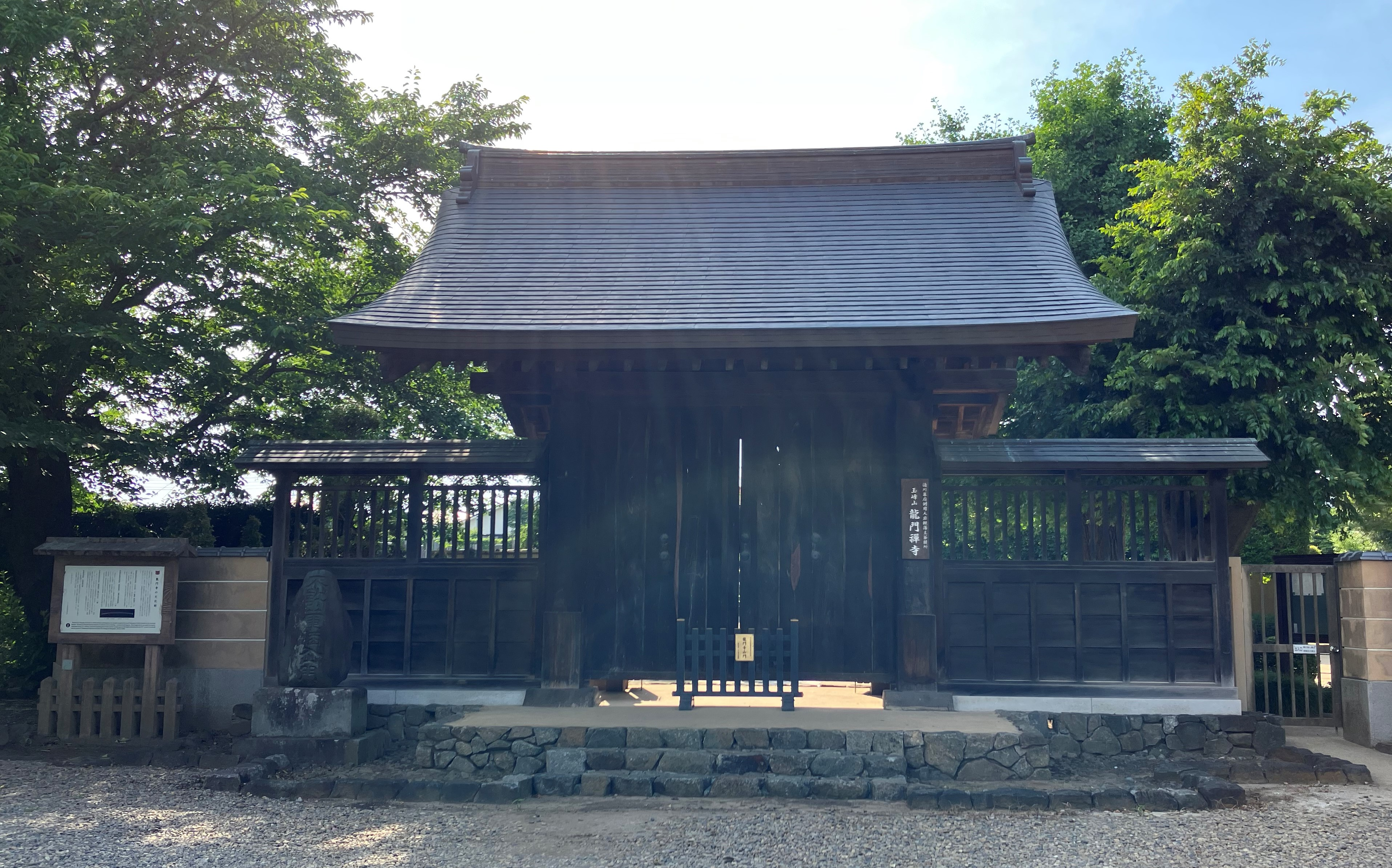
山門

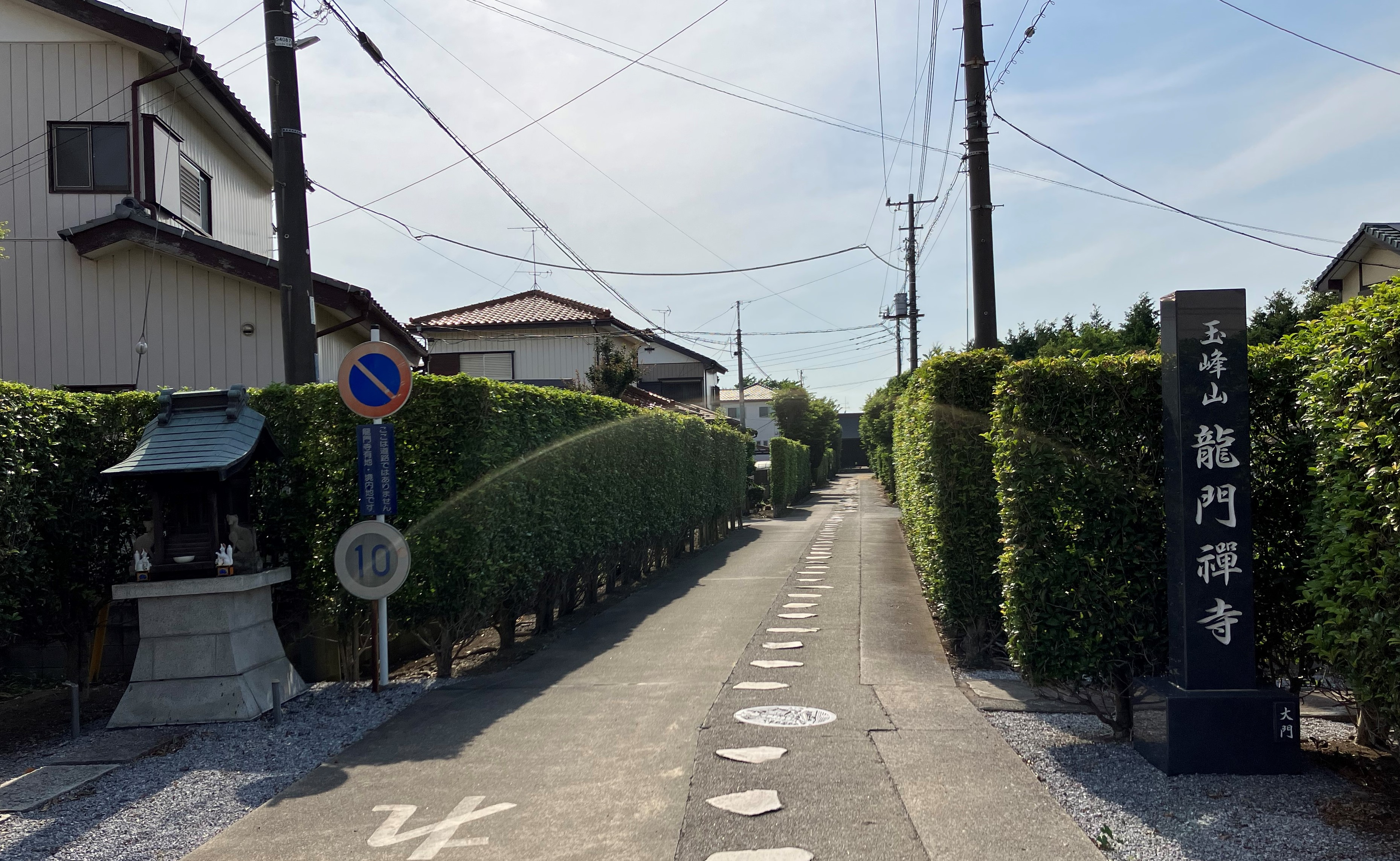
道路から

龍門寺（りゅうもんじ）は、埼玉県さいたま市岩槻区にある曹洞宗の寺院。

## 歴史
1550年（天文10年）、佐枝若狭守の開基である。佐枝若狭守は格叟寅越を招聘し、自らの屋敷内に寺を創建した。
1756年（宝暦6年）、大岡忠光は江戸幕府第9代将軍徳川家重を補佐した功により、岩槻藩2万石に加増転封された。そして藩主大岡家の菩提寺となった。墓地には忠光を始めとする大岡家の墓がある。

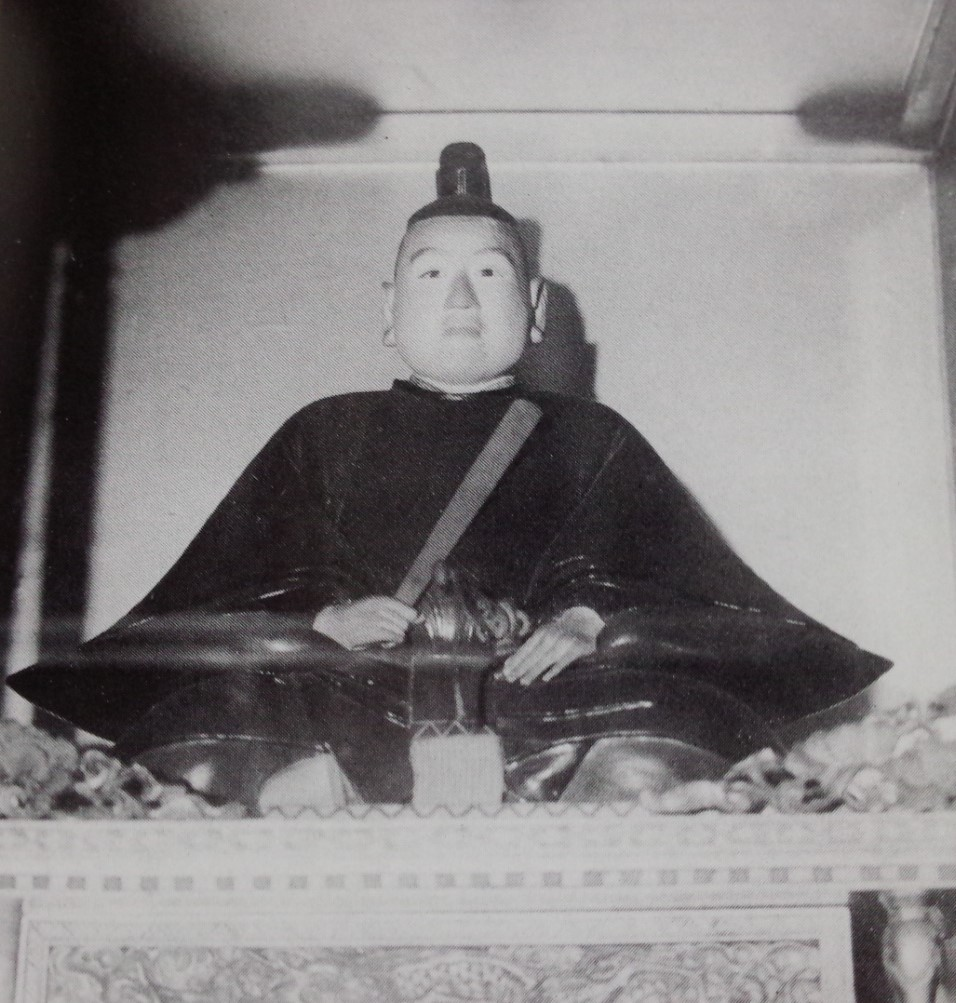
大岡忠光像（当寺所蔵）

## 文化財
- 刀無銘伝助真（重要文化財 大正9年4月15日指定）[4]
- 龍門寺所蔵資料（さいたま市指定有形文化財 平成13年3月5日指定）[5]
- 龍門寺山門（さいたま市指定有形文化財 平成16年1月7日指定）[6]
- 大岡家の墓（さいたま市指定史跡 昭和35年4月1日指定）[7]

## 交通アクセス
- 岩槻駅より徒歩17分。